# Distretto di Bir El Arch
Il distretto di Bir El Arch è un distretto della provincia di Sétif, in Algeria.

## Comuni
Il distretto di Bir El Arch comprende 4 comuni:
- Bir El Arch
- Belaa
- El Ouldja
- Tachouda